# CC 70000
Les CC 70001 et 70002 sont deux prototypes de locomotives Diesel-électrique de grande puissance, construites pour la SNCF à la même époque que les BB 69000.
La technique de la double motorisation et d'un alternateur bi-rotor n'étant pas suffisamment fiable, les deux prototypes, concurrencés en outre par les CC 72000 disposant d'un moteur unique mais puissant, sont prématurément réformées au début des années 1980.

## Description

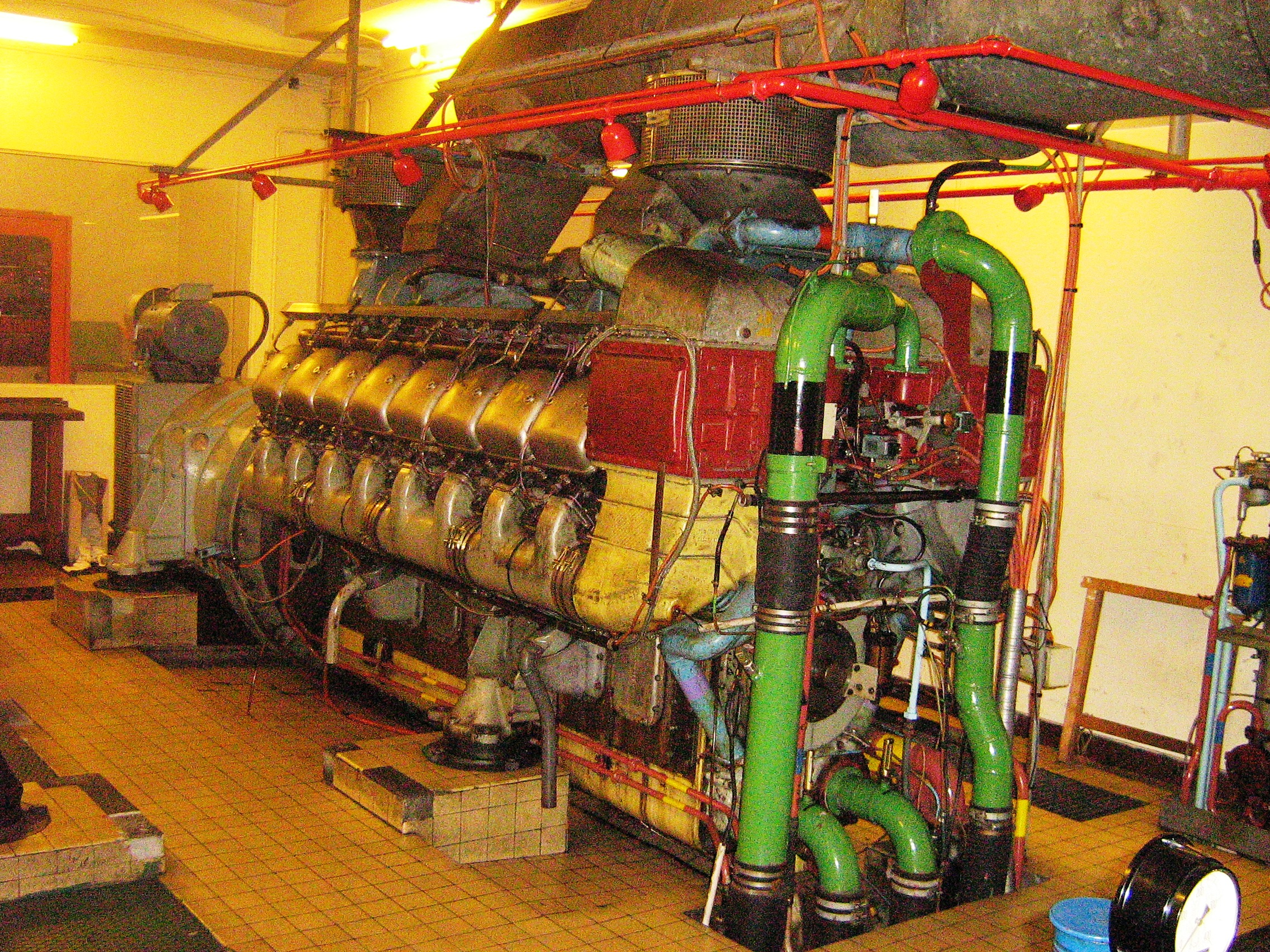
Moteur SEMT-Pielstick 16PA4 185, ici utilisé comme groupe électrogène pour le métro de Paris.

Les deux prototypes étaient équipés de moteurs Diesel SEMT Pielstick 16PA4, l'un faisait tourner à 1 500 tr/min l'induit de l'alternateur Alsthom ATD2, l'autre l'inducteur en sens inverse. Cette disposition permettait d'obtenir une vitesse relative de 3 000 tr/min en se passant d'engrenages multiplicateurs comme sur une machine classique. Un redresseur transformait le courant triphasé de l'alternateur en courant légèrement ondulé envoyé vers les deux moteurs de traction (un par bogie) TAO 656 A,.
Les bogies, étroitement dérivés de ceux des CC 40100, autorisaient deux vitesses de circulation : 85 ou 105 km/h en régime marchandises et 140 km/h en régime voyageurs. Le changement devait se faire à l'arrêt pour la CC 70001 mais était possible à faible vitesse sur la CC 70002.
Mesurant 22,73 m de long hors tampons, les CC 70000 sont toujours, au XXIe siècle, les plus longues locomotives diesel monocaisses de la SNCF. Leur livrée, due à Paul Arzens, était comparable à celle des BB 67000 et des A1AA1A 68000 qui venaient de sortir ; elle alliait les deux tons « bleu diesel » (clair et foncé) à des bandeaux blancs et reproduisait au niveau des persiennes latérales la flèche caractéristique des productions d'Arzens.

Silhouette simplifiée d'une CC 70000.

## Carrière
Les CC 70000 ont été conçues pour répondre à deux impératifs sur les lignes non électrifiées de la SNCF : approcher la puissance des locomotives à vapeur de type Mountain et être en mesure d'assurer le chauffage électrique de rames de voitures de voyageurs. À cette époque, la puissance des moteurs diesel plafonnait à environ 2 700 ch et le recours à une double motorisation s'imposait. Le chauffage électrique requiert du courant alternatif d'où l'emploi d'un alternateur délivrant un courant triphasé mais les moteurs de traction fonctionnent en courant continu, ce qui nécessite la mise en œuvre d'un redresseur,.
Elles ont été commandées à Alsthom en novembre 1961. La première, assemblée dans l'usine de Belfort, a été mise en service le 17 décembre 1965 et la seconde le 1er juillet 1966, toutes deux au dépôt de Chalindrey, où elles sont restées jusqu'à leur radiation. Seuls des agents de ce dépôt et de celui de Chaumont étaient habilités à les conduire. 
En juin 1966, la CC 70001 a parcouru 26 840 km lors de ce seul mois, prouvant ainsi son bon rendement kilométrique. Le 29 septembre 1966 et le 21 juin 1967, la CC 70002 était hébergée au dépôt puis au Centre Autorails de Grenoble pour une série d'essais sur la ligne des Alpes entre Grenoble et Veynes. Elles ont également tracté[Quand ?] les trains de la ligne 4 entre Paris-Est et Mulhouse et sur la ligne Saint-Dizier - Chaumont - Dijon. 
En avril 1967, la CC 70002 a tracté un train d'essai entre Rouen et Le Havre en vue d'un relèvement de vitesse à 150 km/h sur cette ligne. Le train d'essai, composé d'une voiture de mesures et de voitures Inox, atteint alors la vitesse de 160 km/h. 
Par la suite[Quand ?], en raison de leur fiabilité aléatoire et parce qu'elles étaient techniquement dépassées par les CC 72000 qui disposaient d'un moteur unique mais plus puissant (SACM AGO V16 ESHR), les deux machines ont été retirées du service voyageurs pour tracter, entre autres, des trains d'eau minérale au départ de Vittel et Contrexéville. De fréquents incidents mécaniques (les deux roulements de bout d'alternateur tournent à 3 000 tr/min et supportent mal cette vitesse de rotation pour un poids élevé) et électriques ont conduit a la radiation de la CC 70002 en 1973, après l'incendie de son alternateur, et de la CC 70001 en 1983, après la rupture d'un pignon de sa transmission.

### Services effectués
- Grenoble - Veynes (CC 70002 pour essais sur la ligne des Alpes)
- Paris-Est - Troyes - Belfort - Mulhouse - Bâle
- Saint-Dizier - Chaumont - Chalindrey - Dijon
- Trains d'eaux minérales de Vittel et de Contrexéville (marchandises)

## Modélisme

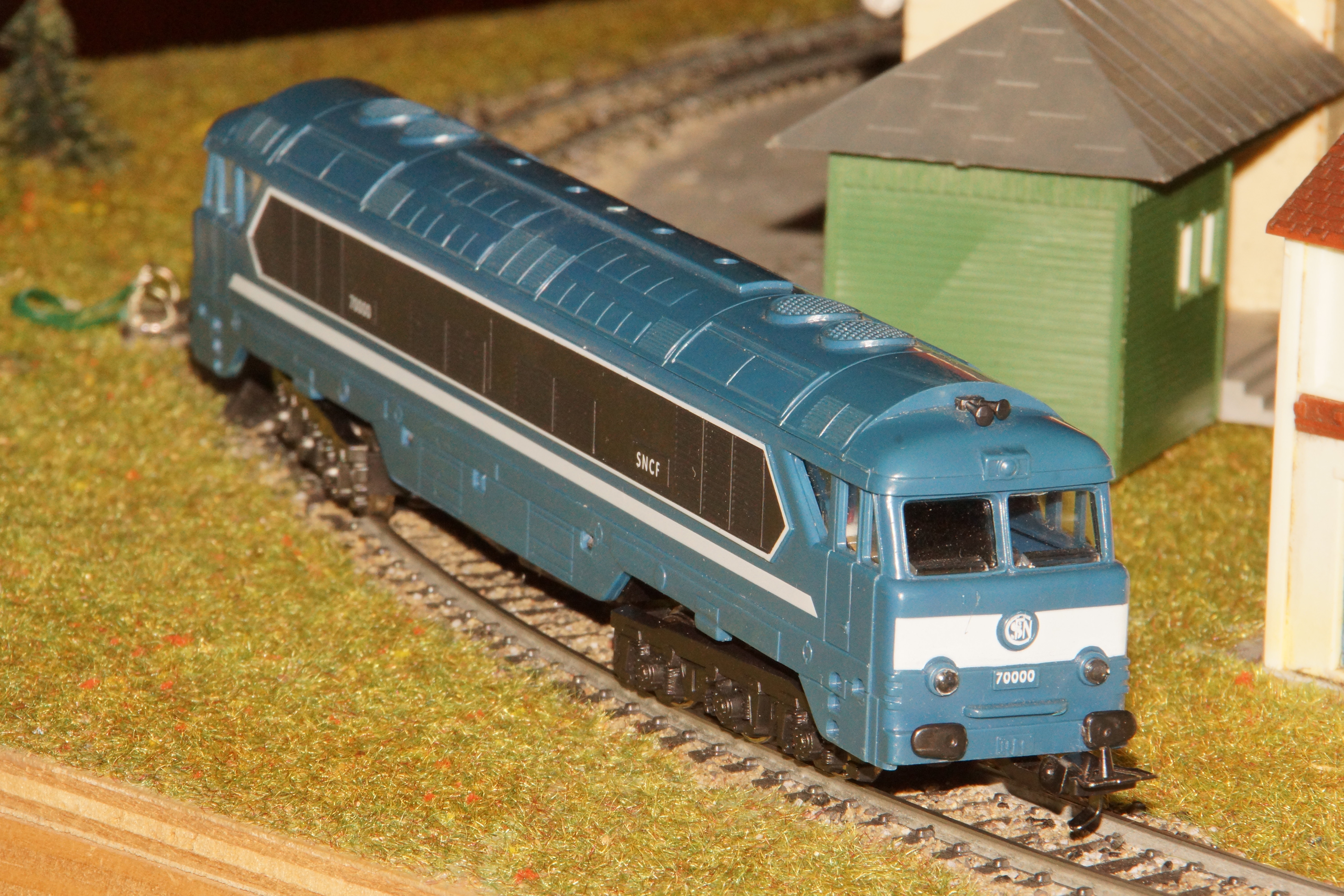
Locomotive diesel CC 70000 Mehano, fabriquée en Slovénie. Elle était vendue dans un coffret « Mon premier train » comprenant trois wagons, la voie, le transformateur et le décor.

Jouef est le premier à reproduire les CC 70000 à l'échelle HO en 1967. Les modèles sont raccourcis avec une gravure dans les standards de l'époque. Un transkit permettant de l'améliorer a été proposé par l'artisan Fang puis repris par Interfer. L'Obsidienne a quant à lui fabriqué un kit complet avec carrosserie en résine.
La firme Mehano les a reproduites sous la numérotation CC 70000 qui n'a jamais existé dans la réalité. La société REE Modèles a réussi en décembre 2022 une opération de financement participatif pour la réalisation d'une nouvelle reproduction aux standards de 2022 de la CC 70001. La 70002 ayant par la suite était distribuée via les détaillants.